# Shake That!
Shake That! è un singolo del gruppo tedesco Scooter, il secondo estratto dal loro decimo album in studio Mind the Gap.

## Tracce
CD singolo
1. Shake That! (Radio Edit) – 3:18
2. Shake That! (Extended) – 5:03
3. Shake That! (Club mix) – 5:28
4. Shake That! (CJ Stone Mix) – 6:36
5. Suffix – 2:55

CD singolo edizione limitata
1. Shake That! (Radio Edit) – 3:18
2. Shake That! (Extended) – 5:03
3. Shake That! (Steve Murano Mix) – 5:43
4. Shake That! (Klubbheads Klubb Dubb) – 3:17
5. Hyper Hyper (Special live version) – 6:14

12" singolo
1. Shake That! (Extended) – 5:03
2. Shake That! (Club mix) – 5:28

Download
1. Shake That! (Radio Edit) – 3:18
2. Shake That! (Club mix) – 5:28
3. Shake That! (Extended) – 5:03
4. Suffix – 2:55

## Campionamenti
Shake That! contiene campionamenti dalla canzone "After Dark" di Tito & Tarantula, tratta dalla colonna sonora del film del 1996 Dal tramonto all'alba e dal ritornello della canzone dei KC and the Sunshine Band "(Shake, Shake, Shake) Shake Your Booty" dell'album del 1976 Part 3.